# Christopher Steel (diplomate)
Christopher Eden Steel (12 février 1903 - 17 septembre 1973) est un diplomate britannique qui fut représentant permanent auprès de l'OTAN et ambassadeur en Allemagne de l'Ouest.

## Carrière
Christopher Steel fait ses études au Wellington College et au Hertford College d'Oxford (il obtient une bourse dans les deux) et entre dans le service diplomatique en 1927. Il sert à Rio de Janeiro, Paris, La Haye, Berlin et Le Caire. Pendant un an, de 1935 à 1936, il est secrétaire particulier adjoint du prince de Galles. Il est officier politique britannique au SHAEF de 1945 à 1947, conseiller politique du commandant en chef britannique en Allemagne de 1947 à 1949 et haut-commissaire britannique adjoint en Allemagne, de 1949 à 1950. Il est chef de mission adjoint à l'ambassade britannique à Washington, DC de 1950 à 1953, représentant permanent du Royaume-Uni au Conseil de l'Atlantique nord de 1953 à 1957 et ambassadeur en Allemagne de l'Ouest de 1957 à 1963. Il prend sa retraite du service diplomatique en 1963 et est président de l'Association anglo-allemande de 1966 à 1973.

## Distinctions
Christopher Steel est nommé membre de l'ordre royal de Victoria en 1936. Il est compagnon de l'ordre de Saint-Michel et Saint-Georges en 1946, puis en devient chevalier-commandeur en 1951 et chevalier grand-croix an 1960.